# Sushi Ramen Riku
Sushi Ramen Riku (すしらーめん《りく》 tên thật là Riku Horiuchi, sinh ngày 30 tháng 5 năm 1999 tại Tokyo, Nhật Bản) là một Youtuber người Nhật Bản. Nguồn gốc của cái tên Sushi Ramen là hai loại thực phẩm yêu thích của anh, sushi và ramen
Các video của Riku thường có các pha nguy hiểm và thử nghiệm thực tế, thường được cho là để hỗ trợ sự thuận tiện hàng ngày, chẳng hạn như xây dựng một giàn khoan để cởi quần bằng cách sử dụng không khí điều áp , hoặc phá vỡ các kỷ lục thế giới như sử dụng súng cao su khổng lồ để tự bắn mình đi khi đang ngồi trên ghế văn phòng. Riku cũng  thường xuyên quay những trò đùa của mình về các thành viên trong gia đình. Riku thậm chí còn cover bài hát nổi tiếng ''Bad guy'' của Billie Eilish theo phong cách của mình, được đánh giá là thông minh và có tính hài hước cao.

## Sự nghiệp
Anh bắt đầu làm video cho YouTube khi đang học sơ trung, nơi anh là thành viên của một nhóm có tên "Sushi Ramen" với một số bạn cùng lớp. Sau khi lên cao trung, anh theo học tại một trường trung học khác với các bạn cùng lớp và sau đó anh bắt đầu làm việc một mình, mặc dù vẫn giữ nguyên tên. Vào ngày 23 tháng 10 năm 2013, anh bắt đầu mở kênh chính của mình, Sushi Ramen Riku - nơi anh ấy thực hiện hầu hết các video thử nghiệm. Vào ngày 21 tháng 5 năm 2015, Riku mở một kênh con có tên Sushi Ramen 2nd.
Kênh YouTube chính của anh ấy đã có khoảng 5.04 triệu lượt đăng kí tính đến tháng 6 năm 2020.